# Équipe du siècle (baseball)
L'Équipe du siècle du baseball a été introduite avant la 2e partie de la Série mondiale des ligues majeures de baseball au Turner Field d'Atlanta en 1999. L'équipe comptait 30 joueurs, choisis par un vote entre les fans.

## L'équipe
Le nombre de votes est affiché entre parenthèses

### Lanceur
- Nolan Ryan (992 040)
- Sandy Koufax (970 434)
- Cy Young (867 523)
- Roger Clemens (601 244)
- Bob Gibson (582 031)
- Walter Johnson (479 279)
- Warren Spahn (337 215)
- Christy Mathewson (249 747)
- Lefty Grove (142 169)

### Receveur
- Johnny Bench (1 010 403)
- Yogi Berra (704 208)

### Premier but
- Lou Gehrig (1 207 992)
- Mark McGwire (517 181)

### Deuxième but
- Jackie Robinson (788 116)
- Rogers Hornsby (630 761)

### Troisième but
- Mike Schmidt (855 654)
- Brooks Robinson (761 700)

### Arrêt Court
- Cal Ripken, Jr. (669 033)
- Ernie Banks (598 168)
- Honus Wagner (526 740)

### Voltigeur
- Babe Ruth (1 158 044)
- Hank Aaron (1 156 782)
- Ted Williams (1 125 583)
- Willie Mays (1 115 896)
- Joe DiMaggio (1 054 423)
- Mickey Mantle (988 168)
- Ty Cobb (777 056)
- Ken Griffey Jr. (645 389)
- Pete Rose (629 742)
- Stan Musial (571 279)

## Remarques
- Bien que Rose ait été banni du jeu professionnel de baseball, les fans l'ont choisi en 8e place entre les voltigeurs. MLB a accepté ce choix.

- Aucun joueur des Negro League n'a été élu. Le premier était Satchel Paige avec 399 657 votes. Josh Gibson, qui n'a jamais joué dans les ligues majeures, recevait 233 288 votes.

- Au début, l'équipe comptait 25 membres. Cinq des joueurs (Spawn, Mathewson, Grove, Musial et Wagner) étaient choisis par une équipe de juges. Ce fut controversé parce que Roberto Clemente avait plus de votes que Stan Musial. En fait, aucun joueur de l'Amérique du Sud n'a été élu à l'équipe.

## Meilleurs autres joueurs
Affichés par nombre de votes

### Lanceur
- Greg Maddux (431 751)
- Steve Carlton (405 365)
- Satchel Paige (399 657)
- Tom Seaver (330 219)
- Whitey Ford (253 120)
- Bob Feller (252 115)

### Receveur
- Carlton Fisk (322 384)
- Roy Campanella (247 909)
- Josh Gibson (233 288)

### Premier but
- Jimmie Foxx (351 488)
- Harmon Killebrew (185 622)
- Eddie Murray (161 564)
- Hank Greenberg (114 317)
- Willie McCovey (106 717)

### Deuxième but
- Joe Morgan (608 660)
- Rod Carew (430 267)
- Nap Lajoie (90 402)

### Troisième but
- George Brett (656 511)
- Eddie Mathews (174 529)
- Paul Molitor (160 271)

### Arrêt Court
- Ozzie Smith (589 025)
- Robin Yount (134 655)
- Luis Aparicio (129 328)

### Voltigeur
- Roberto Clemente (582 937)
- Joe Jackson (326 415)
- Reggie Jackson (296 039)
- Tony Gwynn (232 476)
- Carl Yastrzemski (222 082)
- Frank Robinson (220 226)
- Rickey Henderson (180 940)
- Barry Bonds (173 279)
- Lou Brock (131 361)